# 松山文弥
松山 文弥（まつやま ふみや、1987年5月6日 - ）は、結婚前は鎌田　文弥（かまだ　ふみや）。日本の男性モデル、写真家経営者である。クリエイティブオフィスフリー代表取締役社長。
ソーシャルメディアを活用したコンサルティング・マネジメントやイラストレーターでの広告作成で知られる。写真家として北陸で活動をしている。
現在、北陸で芸能プロダクション「クリエイティブオフィスフリー」を経営。

## 経歴
福井県出身。福井県立足羽高等学校卒業。
2009年より写真を撮り始める。
2011年、男性モデルになる。これを機にNLP・ファシリテーション・コンサルティング・マネジメント・マーケティングを独学。2012年にエタニティクリエイト（EternityCreate）を設立する。2014年（平成26年）会社でカメラを使用するため東京で本格的に修行をする。その後、カメラに魅了されカメラマンとしての道を歩む。現在、北陸で芸能プロダクション「クリエイティブオフィスフリー」を経営。

## テレビCM・映画出演
- 福井ジョブカフェ(正確編)